# Францев, Евгений Иванович
Евге́ний Ива́нович Фра́нцев (8 марта 1922 года — 15 сентября 1944 года) — советский лётчик торпедоносной авиации в годы Великой Отечественной войны, Герой Советского Союза (19.08.1944). Гвардии старший лейтенант (20.05.1944).

## Биография

### Происхождение
Родился 8 марта 1922 года на разъезде Золотковский близ города Мурома, ныне Гусь-Хрустальный район Владимирской области в русской семье железнодорожника Ивана Дмитриевича Францева и Варвары Васильевны Францевой, был шестым из 10 детей. Вскоре семья переезжает на станцию Муром. Евгений поступил в первый класс железнодорожной школы и проучился там 4 года. Является старшим братом советского кардиохирурга Вячеслава Ивановича Францева.
В 1934 году семья переехала по новому месту работы отца на станцию Шумерля, где Женя поступил в 5-й класс. У Жени сформировался серьёзный и целеустремлённый характер, отличался аккуратностью и основательностью. Особенно любил физику, алгебру и геометрию. Летом 1936 года после окончания 6 класса Женя заинтересовался моделированием самолетов-планеров. По словам его сестры Тамары Ивановны:
Вспоминая Женю в детстве, неизменно вижу его увлеченного работой с моделями: он нарезает и клеит папиросную бумагу, раскалывает бамбуковые палки, вырезает детали, греет их на огне свечи, гнёт, затем собирает крылья, хвост, все части модели. Это было очень интересно. Однако малыши не смели мешать, следили со стороны.
Конструкторские способности Жени проявились и в том, что он смастерил коляску-автомобиль для младшего брата, Славы, который не мог ходить из-за травмы ноги. Когда подошло время учиться в школе, Женя сделал ему коляску типа ручной и братишка ездил в ней в школу.
В Шумерлинской школе Женя стал выделяться в учебе, получает первые похвальные листы, активно участвует в общественных делах, становится пионерским вожаком. Его энтузиазм и отличная учеба были отмечены летом 1937 года после окончания 7 класса путёвкой во Всесоюзный пионерский лагерь «Артек». Евгений потом вспоминал:
Годы моей учебы в Шумерлинской школе были самым лучшим временем детства.
В марте 1938 года вступил в комсомол, по линии комсомольской работы отвечал за организацию физкультурно-спортивных мероприятий. Помимо моделирования и шахмат, увлекался волейболом, лыжами и борьбой с братом Колей. Летом 1938 года отца вновь переводят на другое место работы - станцию Сергач, где Евгений пошел в 9 класс, но проучился всего несколько месяцев.
В 1939 году семья Францевых переезжает в Чернушку, где Евгений поступает в школу №9. В 10 классe Евгения на комсомольском собрании избирают комсоргом. Затем, на районной конференции, членом райкома ВЛКСМ. Школьная же организация комсомола доверяет ему работу заместителя секретаря. Увлекается самодеятельным искусством. В 1940 году оканчивает школу с отличием.

### Военные училища
В Военно-Морском Флоте с 1940 года. С 13 октября 1940 года учился в Военно-морском авиационном училище имени С. А. Леваневского в городе Николаев. Обучение велось по военно-торпедному направлению. Летом 1941 года в первые дни Великой Отечественной войны немецкая авиация бомбила аэродромы училища.
Вместе с другими курсантами в июле 1941 года Е. Францев был переведён в Военно-морское авиационное училище имени И. В. Сталина в город Ейск. Там в 1942 году вступил в ВКП(б). В училище Францев вёл обширную переписку с подругами из Чернушки Катей и Верой, ждавшими встречи с ним, со многими товарищами-фронтовиками, с сестрой и братом, бывшими на фронте. Его очень огорчило, что он не может вместе с ними сражаться на поле боя. Евгений записывает в дневнике:
Со мной творится что-то неладное. Как в глаза ребятам смотреть буду, как с родителями говорить, что Коле, дорогому брату, раненному на фронте, скажу? А Миле, славной фронтовичке, дорогой и любимой сестрёнке, как посмотрю в глаза?.. Хочется поскорее на фронт, воевать. Сейчас здорово бьют Гансов. Как бы я хотел быть вместе с нашими наступающими и разящими врагов воинами! Когда же, наконец?! Из письма Веры узнал, что 10 мая под Ленинградом геройской смертью погиб её брат Миша Плеханов. Как тяжела утрата друга. Буду жив — отомщу гитлеровской сволочи за всех вас, дорогие товарищи! Месть!

На занятиях по текущей политике узнал о новых страшных зверствах немецких варваров — 53 тысячи убитых в Киеве! Это черт знает, что за изверги! Пятнадцать дней шла расправа с жителями: приводили партии людей, заставляли их копать могилы и затем расстреливали, заполняя ямы трупами мирных людей. И детей живыми закапывали! Я бы зубами рвал этих варваров! Всем, что будет под рукой, буду бить беспощадно фашистскую сволочь. За Колю отомщу! За товарищей, за Родину — вперед к победе! Скорее бы на фронт!
С первого же полёта на По-2 Францев понял, что научиться в совершенстве управлять самолетом дело не легкое. Евгений решил во что бы то ни стало стать хозяином неба. Он всегда внимательно прислушивался к замечаниям инструктора, аккуратно записывал их себе в специальную тетрадь, наблюдал за полетами товарищей, стараясь подмечать их ошибки с тем, чтобы не допускать таких же в дальнейшем самому. Евгений настойчиво и упорно изучал матчасть самолетов и теорию полетов. Трудности, которые он встречал, только усиливали его желание преодолеть их. Одновременно он много читал и выписывал интересующие его места в дневник.
Окончил училище в январе 1943 года.

### Военная служба
После непродолжительной службы в 13-м запасном авиационном полку (г. Кокчетав, Казахская ССР) со своими сокурсником Петром Гнётовым был зачислен в перегоночный полк. После участия в перегоне новых самолётов в Заполярье, друзья попросили перевести их в состав ВВС Северного флота:
На заполярном аэродроме увидели, как подымаются в воздух боевые машины и уходят в море, к вражеским берегам, и почувствовали, что не можем возвращаться в тыл: наше место здесь, на лётном поле, среди северных скал и сопок. Командование удовлетворило нашу просьбу, и мы были зачислены в гвардейский полк.

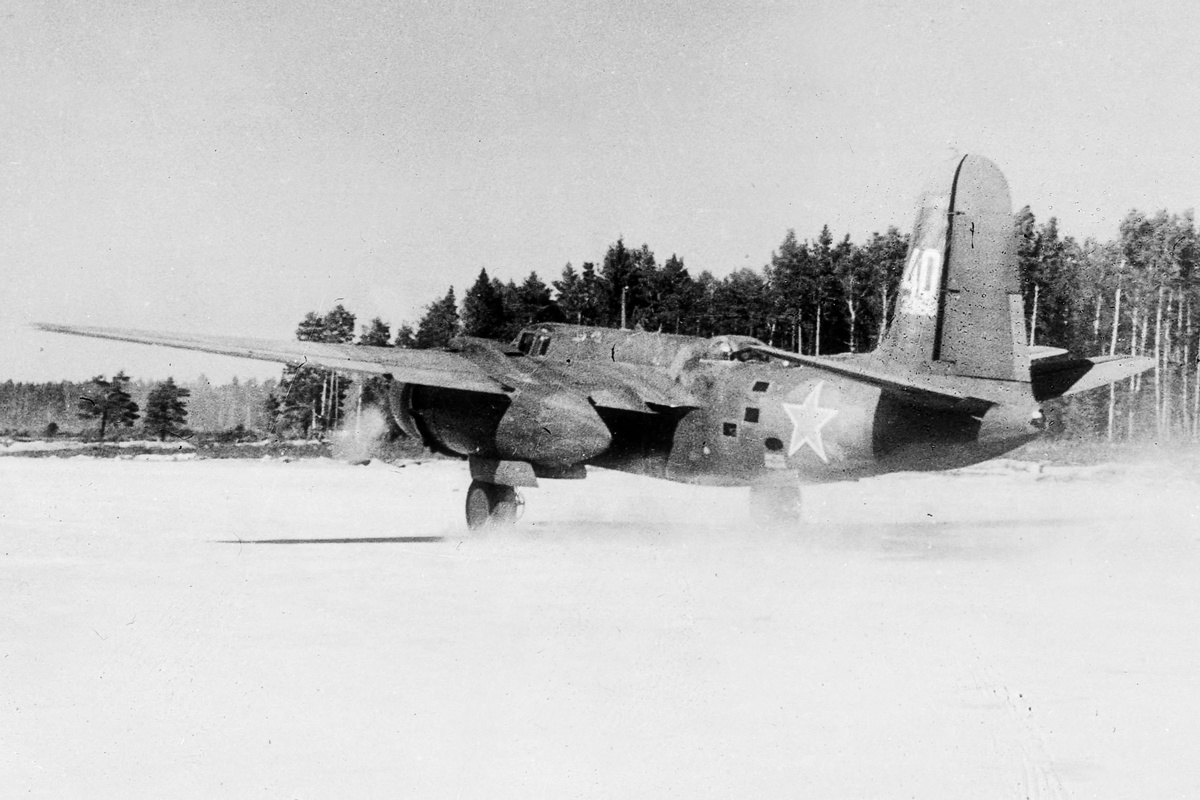
Douglas A-20G Boston, ВВС СССР

С июля 1943 года — участник Великой Отечественной войны. Был зачислен в 9-й гвардейский минно-торпедный авиационный полк 5-й минно-торпедной авиационной дивизии ВВС Северного флота. Назначен пилотом и командиром самолёта-торпедоносца A-20. 
Искусству поиска и торпедирования новичка обучал командир 2-й эскадрильи Анатолий Петрович Оденсков, который так отзывался о молодом лётчике:
Ребята очень рвались в бой! Вот Женя – он очень быстро хотел войти в строй. Мы говорили: «Подождите, еще успеете! Надо отработать действия так, чтобы торпеда всегда шла в цель».
Однополчанин Вадим Иванович Мигулин позже вспоминал, что первые 13 боевых вылетов у Францева были «холостыми», без каких-либо результатов. Францев сильно переживал неудачи. Чтобы добиться результатов Францев стал залетать дальше других лётчиков, при этом из-за ограниченного объёма горючего нельзя было вернуться традиционным способом (над морем) и Францев возвращался напрямую через материк, через территорию, занятую врагом, прямо через немецкие аэродромы. Таким образом Францев пользовался эффектом неожиданности как над морем, так и над сушей.
Днём первой победы Францева стало 21 января 1944 года, впервые в истории отечественной авиации Францев торпедой уничтожил вражескую подводную лодку у норвежского побережья. 2 апреля 1944 года, выполняя боевое задание по поиску и торпедированию кораблей и транспортов противника путём «свободной охоты», Францев обнаружил в районе Тромсё танкер противника водоизмещением 10 тысяч тонн. Летчик торпедировал корабль, а затем, несмотря на наличие истребителей противника, вторично зашел и сфотографировал моменты взрыва.
В совершенстве владея техникой пилотирования и искусством ведения воздушного боя, Францев выходил победителем из самых трудных и неравных схваток с врагом. Францев в короткий срок завоевал себе широкую известность не только на Северном флоте, но и на других флотах как отважный истребитель вражеских подводных лодок, как смелый, решительный и находчивый торпедоносец. Свою тактику он сформулировал кратко: «Обнаружить — потопить!». В течение 3-4 месяцев он вместе со своим экипажем — штурманом гвардии старшим лейтенантом Павлом Галкиным и стрелком-радистом гвардии старшим сержантом Семёном Михайловичем Антипычевым одержал 6 побед.
К июлю 1944 года лётчик 9-го гвардейского минно-торпедного авиационного полка ВВС СФ 5-й минно-торпедной авиационной дивизии Военно-воздушных сил Северного флота гвардии старший лейтенант Евгений Францев совершил 26 боевых вылетов. Потопил лично 2 вражеские подводные лодки, транспорт водоизмещением 1500 тонн, танкер водоизмещением 10000 тонн, мотобот, и в группе — 2 транспорта водоизмещением, каждый по 8000 тонн.
Указом Президиума Верховного Совета СССР от 19 августа 1944 года за «образцовое выполнение боевых заданий командования на фронте борьбы с немецкими захватчиками и проявленные при этом отвагу и геройство» гвардии старшему лейтенанту Францеву Евгению Ивановичу присвоено звание Героя Советского Союза с вручением ордена Ленина и медали «Золотая Звезда».
Как вспоминал бывший штурман Францева Герой Советского Союза Павел Андреевич Галкин:
К этим блестящим результатам Е. И. Францев пришел не случайно. Более двух лет мы вместе с ним подготавливали себя для войны, стремились в совершенстве изучить сложную авиационную технику, воспитывали в себе качества, необходимее для того, чтобы быть в состоянии одерживать победу над сильным и коварным врагом.

### Гибель
В то время, как Павел Галкин лежал в госпитале, Францев пошёл в торпедную атаку с другим штурманом, что по мнению Галкина стало роковым обстоятельством для его командира, «ведь экипаж самолёта – это единое целое, один организм».
15 сентября 1944 года после торпедирования и потопления плавучей авиабазы противника в Порсангер-фьорде (по другим данным — транспорта водоизмещением в 2 000 тонн) Е. И. Францев погиб возвращаясь на базу. Последняя информация, которую передал Францев на берег: «Цель уничтожена, возвращаемся». Это был его 31-й боевой вылет.
Первые обстоятельства гибели были установлены в 2012 году, спустя 68 лет: норвежским исследователям удалось отыскать бортовой журнал немецкого эсминца с записью о подбитом бомбардировщике «Бостон», на котором Францев возвращался с атаки. Позже обломки самолёта были обнаружены на севере Норвегии на берегу озера Давгелуоббал, находящегося в 30 км от коммуны Берлевог. Под фотоснимком, опубликованным в книге директора финского музея авиации Ханну Валтонена из города Тиккакоски, имелась подпись: «Фотография места гибели экипажа самолета Героя Советского Союза старшего лейтенанта Евгения Францева, сделанная 26 августа 1981 г. Самолет «Бостон А-20 Ж» из состава 9-го ГМТАП разбился на берегу озера Давгелуоббал 15 сентября 1944 г.». Однако позже выяснилось, что самолёт у озера был сбит на день позже 16 сентября 1944 г. и принадлежал командиру звена 2-й эскадрильи гв. ст. лейтенанта Дмитрию Яковлевичу Литваку 9-го минно-торпедного авиационного полка.
Габделхаков Р.М., бывший директор школы №9 г. Чернушка, историк биографии Евгения Францева, автор книги «Атакую. Потопил» (2000 г.), в телепередаче каналу «Звезда ТВ» сообщил, что в 2014 году получил официальное письмо от Российского военно-морского атташе в Норвегии следующего содержания:
Самолёт гвардии старшего лейтенанта Францева Е.И. («Дуглас Бостон» A-20G-30, серийный номер 43-9529, бортовой номер 28, 2 эскадрилья 9 гвардейского минно-торпедного авиаполка) был сбит над фьордом Танафьорд в 15:51 местного времени 15 сентября 1944 г. огнём зенитной артиллерии немецких тральщиков искаталей мин «M-31» и «M-251».
В 2014 году от заместителя начальника Генштаба ВС РФ Герасимова В.В. было получено письмо о готовности оказать содействие по подъему останков самолёта и членов экипажа. Но после присоединения Крыма Норвегия отказала российским поисковикам в доступе на свою территорию.

## Награды
- Медаль «Золотая Звезда» Героя Советского Союза (19.08.1944, № 4047)
- Орден Ленина (19.08.1944, № 19104)
- Два ордена Красного Знамени (10.01.1944, № 81084; 5.04.1944, № 5010)

## Память

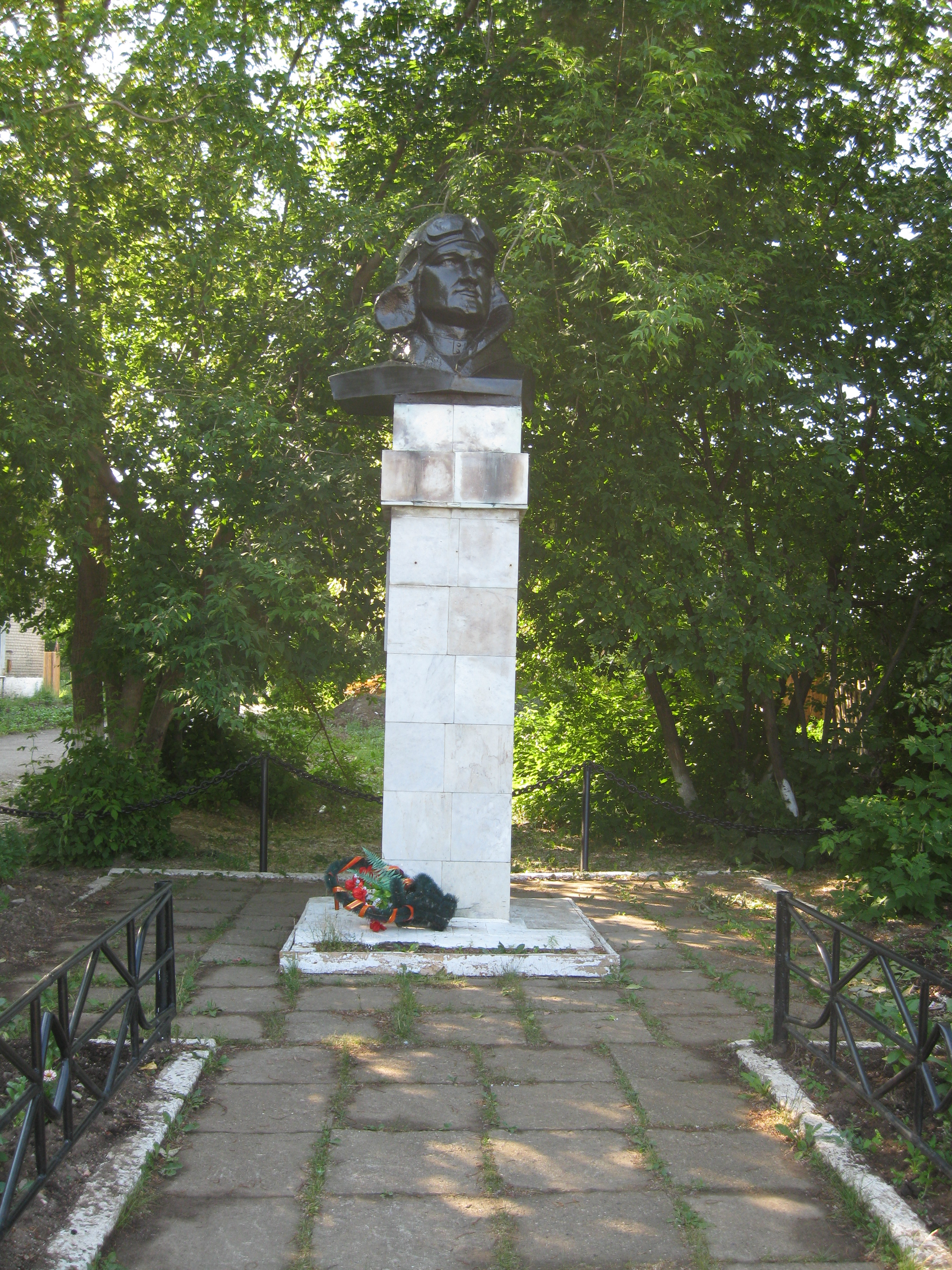
Бюст Евгения Францева у Кадетской школы в городе Чернушка

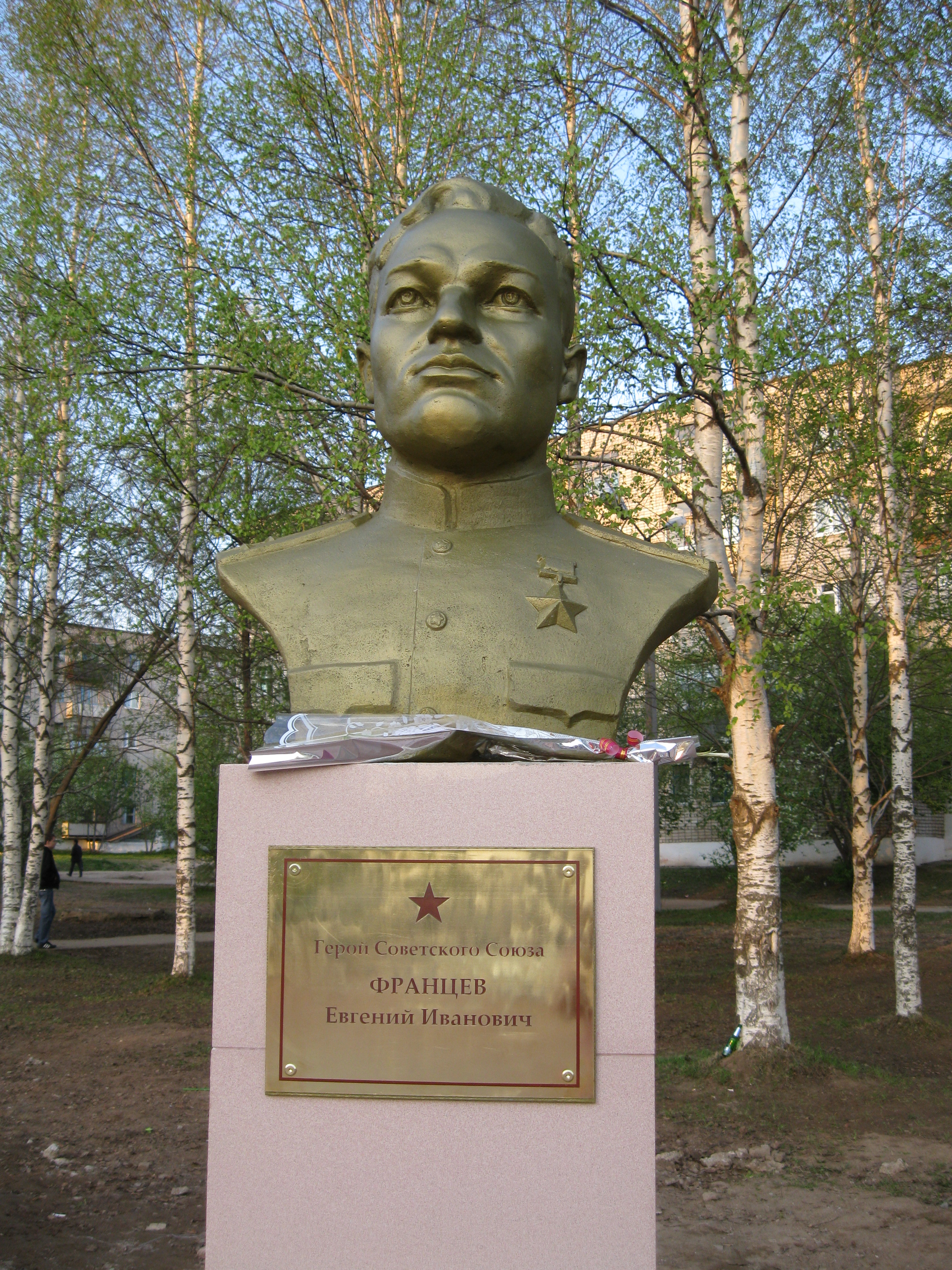
Бюст Евгения Ивановича Францева на Аллее Славы в городе Чернушка.

- Приказом Министра обороны СССР от 5 января 1968 года навечно зачислен в списки воинской части.
- В городе Чернушка у стен Кадетской школы, в которой учился Францев, в 1983 году установлен бюст (архитектор — А. А. Уральский). На здании школы установлена памятная мемориальная доска.
- Имя Е. И. Францева с 1965 году носит улица в Чернушке, чернушане неофициально называют и микрорайон "Францева".
- Бюст Е. И. Францева в числе 53 лётчиков-североморцев, удостоенных звания Героя Советского Союза, установлен на Аллее героев-авиаторов Северного флота, открытой 29 октября 1968 года на улице Преображенского в посёлке Сафоново ЗАТО город Североморск Мурманской области (автор Э. И. Китайчук).
- Фамилия Е. И. Францева выбита на каменных плитах мемориала в числе 898 фамилий тех, чьих могил нет на земле, — в память лётчиков, штурманов, стрелков-радистов ВВС Краснознамённого Северного флота погибших в море в 1941—1945 годах, открытого 17 августа 1986 года на берегу Кольского залива в посёлке Сафоново (скульптор Э. И. Китайчук, архитектор В. В. Алексеев).
- Бюст Е. И. Францева в числе 12 Героев Советского Союза и 2 Полных Кавалеров Ордена Славы — жителей Чернушинского района, установлен на Аллее Славы, открытой 9 мая 2010 года в городе Чернушка.

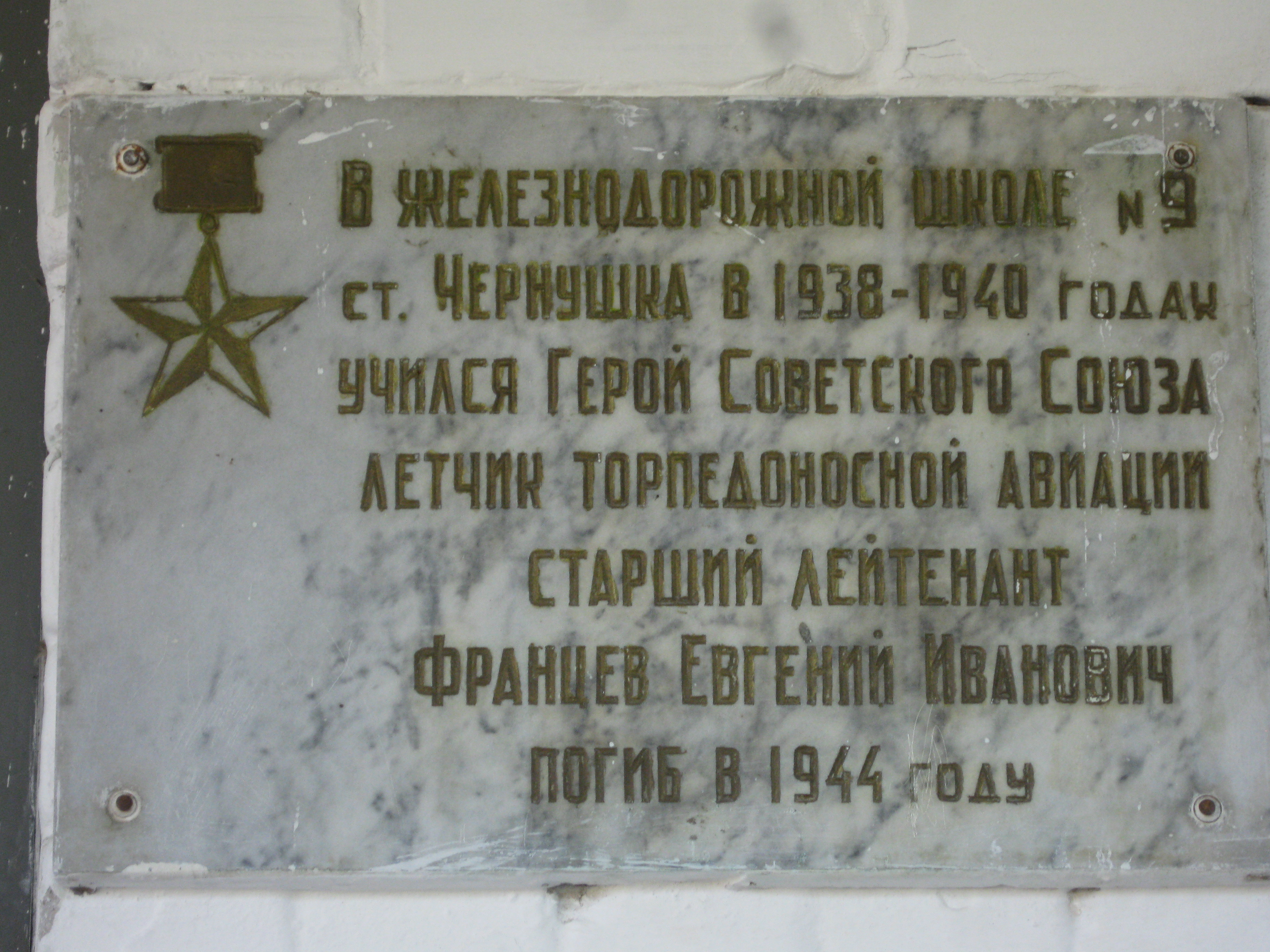
Мемориальная доска на Кадетской школе (школе №9) в городе Чернушка, где учился Е.И. Францев.
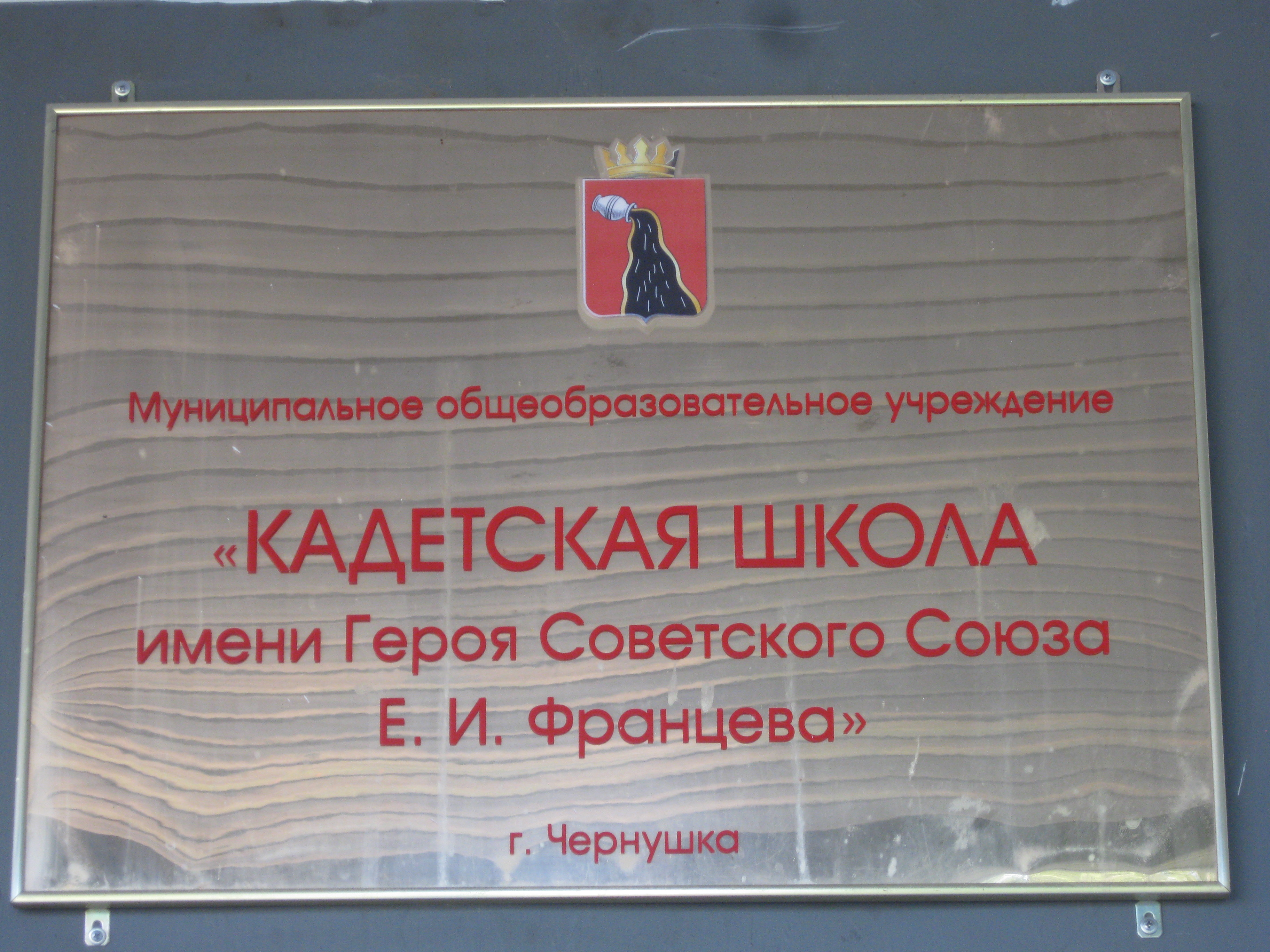
Кадетская школа имени Героя Советского Союза Евгения Ивановича Францева.